# キ35 (航空機)
キ35は、大日本帝国陸軍が計画した偵察機（直接協同偵察機）。計画のみに終わった機体であり、実機は製造されていない。

## 概要
1937年（昭和12年）5月31日、陸軍は第一線部隊と直接協同する偵察機として、三菱重工業に対しキ35の、立川飛行機に対しキ36の基礎研究を命じた。これを受けて三菱はキ35の基礎設計を行ったが、同年7月6日に立川のキ36のみに試作発注がなされ、キ35は計画中止となった。なお、キ36はのちに九八式直接協同偵察機として制式採用されている。